# 서한두
서한두(徐漢斗, 1917년 4월 27일 ~ 1977년 11월 24일)는 대한민국의 정치인이다. 제4대 국회의원을 지냈다.

## 학력
- 거창공립농업보습학교 졸업

## 경력
- 경상남도 거창양조조합 이사장
- 광복청년단 경상남도 거창군 청년위원장
- 대동청년단 경상남도 거창군 청년위원장
- 대한청년단 경상남도 거창군 청년위원장
- 농민회 경상남도 거창군 청년위원장
- 국민회 경상남도 거창군 청년위원장
- 경상남도 거창번영회 회장
- 경상남도 거창군 거창읍 의회 의장
- 자유당중앙위원
- 대한사법보호위원회 경상남도 거창군지회장
- 제4대 국회의원(자유당, 경남 거창군)

## 역대 선거 결과
| 실시년도 | 선거   | 대수 | 직책     | 선거구      | 정당   | 득표수   | 득표율          | 순위 | 당락 | 비고 |
| -------- | ------ | ---- | -------- | ----------- | ------ | -------- | --------------- | ---- | ---- | ---- |
| 1958년   | 총선   | 4대  | 국회의원 | 경남 거창군 | 자유당 | 16,536표 | \| \| 36.70% \| | 1위  |      | 초선 |
|          | 36.70% |      |          |             |        |          |                 |      |      |      |